# Liang Wenhao
Liang Wenhao (6 juli 1992) is een Chinees shorttracker.

## Carrière
Liang deed zowel in 2010 als in 2014 mee aan het olympisch shorttracktoernooi. Zijn beste resultaten waren de zesde plaats op de 1500 meter in Vancouver en de vierde plaats op de 500 meter in Sotsji.
Liang won daarnaast meerdere medaille op wereldkampioenschappen. Op het WK 2010 in Sofia won hij de titel op de 500 meter en brons in het eindklassement. Een jaar later in Sheffield won hij brons op de 500 meter, de 1000 meter en behaalde de tweede plaats in de 3000 meter superfinale. Dit leidde opnieuw tot brons in het eindklassement. Op de wereldkampioenschappen shorttrack 2013 won hij zijn tweede wereldtitel op de 500 meter.
Bij het shorttrack op de Aziatische Winterspelen 2011 in Kazachstan won Liang Wenhao goud op de 500 meter.